# Перуанский конституционный референдум (1993)
Конституционный референдум в Перу проходил 31 октября 1993 года. Он последовал за президентским переворотом Альберто Фухимори 5 апреля 1992 года. Демократическое конституционное собрание, избранное на выборах 1992 года одобрило новую Конституцию 26 августа 1993 года. Новая Конституция была опубликована 4 сентября 1993 года. 
По новой Конституции президентский срок ограничивался на два года до 5 лет и создавался однопалатный парламент. Поправки к Конституции должны были быть одобрены либо в результате референдума, либо конституционным большинством в две трети голосов в обеих палатах Конгресса. В результате референдума новая Конституция была одобрена 52% голосов избирателей и вступила в силу 29 декабря 1993 года.

## Результаты
| Выбор                                                                           | Голоса     | %     |
| ------------------------------------------------------------------------------- | ---------- | ----- |
| «За»                                                                            | 3 895 763  | 52,33 |
| «Против»                                                                        | 3 548 334  | 47,67 |
| Недействительных/пустых бюллетеней                                              | 734 645    | –     |
| Всего                                                                           | 8 178 742  | 100   |
| Зарегистрированных избирателей/Явка                                             | 11 620 820 | 70,8  |
| Источник: Direct Democracy Архивная копия от 18 августа 2019 на Wayback Machine |            |       |